# فرانكو كوموتي
فرانكو كوموتي (بالإيطالية: Gianfranco Comotti)‏ مواليد 24 يوليو 1906، كان سائق فورملا 1 إيطالي سابق كان قد بدأ مسيرته الاحترافية سنة 1950. كان أول سباق له هو جائزة إيطاليا الكبرى 1950.

## روابط خارجية
- فرانكو كوموتي على موقع IMDb (الإنجليزية)